# Spencer Smith (musicien)
 (mars 2017).
Si vous disposez d'ouvrages ou d'articles de référence ou si vous connaissez des sites web de qualité traitant du thème abordé ici, merci de compléter l'article en donnant les références utiles à sa vérifiabilité et en les liant à la section « Notes et références ».
Pour les articles homonymes, voir Smith et Spencer Smith.
Spencer Smith (né le 2 septembre 1987, selon les sources à Denver ou à Las Vegas, aux États-Unis d'Amérique) est le batteur du groupe Panic! at the Disco entre 2004 et 2015.

## Biographie
C'est un ami d'enfance de Ryan Ross, le guitariste du groupe Panic! at the Disco, avec qui il avait formé à l'adolescence le groupe Pet Salamander.
Ils sont tous les deux à l'origine de Panic! At The Disco : Ryan reçut une guitare pour Noël à 12 ans, alors Spencer demanda une batterie, et c'est comme ça qu'ils débutèrent dans la musique.
En avril 2015, il annonce officiellement son départ du groupe, en raison de ses problèmes d’addiction.